# インドの核実験 (1998年)
座標: 北緯27度4分44秒 東経71度43分20秒 / 北緯27.07889度 東経71.72222度
1998年に行われたインドの核実験は、インドのラージャスターン州のポカランで行われた5月11日と13日に計5回行われた。
この一連の核実験はシャクティ作戦（シャクティI〜シャクティV）とも呼ばれ、インド国防省の科学顧問及びインド政府の主席科学顧問となったアブドゥル・カラームの働きにより推進された。

## 概要
インドは、1974年に初の核実験を実施した。これは、「平和的核爆発」が名目とされ、安全保障面では核兵器開発能力を有するが、核兵器を保持しないことを政策としていった。インドと緊張状態にあるパキスタンも1970年代から核兵器開発を進めており、インドでも1988年頃から核兵器開発が加速することとなった。
1998年に入り、インドの安全保障政策について強硬な態度をとるバジパイ政権が成立し、またパキスタンが弾道ミサイルの発射実験を行うなど、印パ双方で緊張が高まっていた。インドは、隣国の中国が核保有国であるという核不拡散条約(NPT)体制の不平等性に不満を持っており、その対抗手段としての核兵器開発を阻害する包括的核実験禁止条約（CTBT,1996年採択）はインドの危機感を高めた。そのため、中国やパキスタンへの対抗やNPT体制への反発により、核実験を実施した。これは、軍事目的の核実験であり、インドはこれ以降、核兵器を装備し、核による最小限抑止を安全保障ドクトリンとして採用することとなる。
実験装置はバーバ原子核研究センター（Bhabha Atomic Research Center、BARC）を中心に製造され、必要なプルトニウムはインド国内で生産されたと見られている。
実験は水素爆弾を含み、5月11日に3回、5月13日に2回行ったとインド政府は発表している。
実験場所は1974年と同じくラジャスタン州のタール砂漠にあるポカラン試験場であり、全ては地下で行われた。爆発の最大規模は地震計により最大12ktと推定されている。
アブドゥル・カディール・カーンを責任者とする、パキスタンの科学者・技術者もこれに対抗し、同年5月28日と30日に核実験を行っている（パキスタンの核実験 (1998年)を参照）。

## 詳細
5回の実験のうち、3回（シャクティI〜III）は5月11日の10時13分44秒(UCT)（現地時間15時43分44秒）に同時に実施され、実験で発生した振動が各国の地震計で検出された。残り2回の実験は、2日後の5月13日6時51分(UCT)（現地時間12時21分）に実施されたが、こちらは爆発の規模が小さ過ぎたこともあり、インド国内はおろか、インド国外に設置の地震計でも振動が検出されていない。
各実験の詳細は以下の通り。
シャクティI
2段階熱核爆弾（水爆）で核出力は45キロトンのものであったが、実際には弾頭部分は搭載されなかった。この理由は、実験の目的が水爆の基礎技術の確認と、将来のコンピュータシミュレーションのためのデータ収集だったからである。
シャクティII
プルトニウムを燃料とする原爆で、核出力は15キロトンであった。この実験の目的は、爆撃機、戦闘機、及びミサイルに搭載する核弾頭としての検証であり、1974年当時のものよりも大幅に軽量化・小型化が図られていた。弾頭の改良にあたっては、1974年時のデータを基にインド国産のスーパーコンピュータPARAMが使用され、この結果がシャクティIIに反映された。
シャクティIII
試験的な原爆実験で、燃料には原子炉級プルトニウムが使用され、核出力は0.3キロトンであった。実験で使われた弾頭は単段階の核分裂爆弾で、核出力向上のために通常使われるトリチウムも使用されなかった。この実験の目的は、原子炉級プルトニウムの核兵器への転用性検証と（通常、核兵器には兵器級プルトニウムが使用される）、核出力の抑制を含む制御技術の確立であった。
シャクティIV
核出力0.5キロトンの試験的爆発実験で、いくつかの装置の検証と爆発時のデータ収集が目的であった。
シャクティV
核出力0.2キロトンの試験的爆発実験で、燃料にはインド初の高速増殖炉で生成されたウラン233が使用された。この実験もデータ収集が目的であった。

## 国際機関と各国の反応
実験後、国際連合、国際原子力機関が非難声明を出したが、そもそもインドもパキスタンも核不拡散条約、包括的核実験禁止条約に署名しておらず、国際的な核実験禁止制限が課せられていない状態であった。このため、日本、米国をはじめとした各国が単独でインド、パキスタン両国へ経済制裁を課すなどの動きを見せたが、米国で2001年に同時多発テロが発生すると、アフガニスタンのタリバンへの報復の足がかりに地理的に重要な位置を持つパキスタンが積極的に米国のテロとの戦いを支持したため、米国はパキスタンへの経済制裁を解除し、またこれに併せてインドへの制裁も解除することとなった。日本は2000年の森首相訪印から関係改善に向かい、2005年の小泉首相訪印、翌年のシン首相訪日から日印パートナーシップを確立、毎年の相互訪問するまでになった。